# Anthostomella clypeoides
Anthostomella clypeoides är en svampart som beskrevs av Rehm 1909. Anthostomella clypeoides ingår i släktet Anthostomella och familjen kolkärnsvampar. Inga underarter finns listade i Catalogue of Life.